# Bengerstorf
Bengerstorf is een gemeente in de Duitse deelstaat Mecklenburg-Voor-Pommeren, en maakt deel uit van het Landkreis Ludwigslust-Parchim.
Bengerstorf telt 540 inwoners.